# Бочанка (Курская область)
Бочанка — деревня в Большесолдатском районе Курской области. Входит в Большесолдатский сельсовет.

## География
Деревня находится на реке Ржава (в бассейне реки Суджа), в 66 километрах к юго-западу от Курска, в 7 км к западу от районного центра и центра сельсовета — села Большое Солдатское.
Улицы
В деревне есть улица Луговая (64 дома).
Климат
Деревня, как и весь район, расположена в поясе умеренно континентального климата с тёплым летом и относительно тёплой зимой.

## Население
| 2002 | 2010 |
| ---- | ---- |
| 143  | ↘124 |

## Инфраструктура
Личное подсобное хозяйство с зоной сельскохозяйственного использования, индивидуальная застройка усадебного типа.
Основа экономики — сельское хозяйство.

## Транспорт
Бочанка находится в 5 км от автодороги регионального значения 38К-004 (Дьяконово — Суджа — граница с Украиной), на автодороге межмуниципального значения 38Н-027 (Большое Солдатское — 38К-004 — Ржава), в 13 км от ближайшего ж/д остановочного пункта Гродненский (линия Льгов I — Подкосылев).